# Christopher Theofanidis
Christopher Theofanidis (Dallas, 18 dicembre 1967) è un compositore statunitense.
Le sue opere sono state eseguite da importanti orchestre di tutto il mondo, tra cui la London Symphony, la Orchestra di Filadelfia, i Solisti di Mosca, la National, Atlanta, Baltimora, St. Louis, Detroit e molte altre. Ha partecipato al programma Young American Composer-in-Residence, con Barry Jekowsky e la California Symphony dal 1994 al 1996 e, più recentemente, è stato Compositore dell'Anno per la Orchestra Sinfonica di Pittsburgh durante la sua stagione 2006-2007, per la quale ha scritto un concerto per violino per Sarah Chang.

## Biografia
Theofanidis ha lauree alla Università Yale, alla Eastman School of Music e all'Università di Houston, ed è stato il destinatario dell'International Masterprize (ospitato presso il Barbican Centre di Londra), il Rome Prize, il Guggenheim Fellowship, sei premi ASCAP Gould, una borsa di studio Fulbright per la Francia, un Tanglewood Fellowship, e un American Academy of Arts and Letters' Charles Ives Fellowship. Nel 2007 ha avuto la nomination per un Grammy per la migliore composizione per il suo coro e orchestra con l'opera The Here and Now, basata sulla poesia di Rumi.
Theofanidis ha recentemente scritto un balletto per l'American Ballet Theatre, un lavoro per la Orpheus Chamber Orchestra, come parte della sua serie "New Brandenburg" ed ha attualmente due incarichi di opere per le compagnie di San Francisco e Houston Grand Opera. Ha un rapporto di lunga data con l'Atlanta Symphony Orchestra e la sua prima sinfonia è appena stata eseguita in anteprima e registrata con tale orchestra. È stato delegato alla U.S.-Japan Foundation's Leadership Program ed è un ex membro di facoltà del Peabody Conservatory e della Juilliard School. Attualmente insegna presso la Yale School of Music.

## Premi
- 2016 A.I. du Pont Composer's Award
- 2007 Grammy nomination for The Here and Now
- 2003 Masterprize for Rainbow Body
- 1999 Rome Prize
- 1996 Guggenheim Fellowship[6]
- 1996 Barlow Prize
- Sei ASCAP Morton Gould Prizes
- Programma Fulbright to France
- Tanglewood Fellowship
- Charles Ives Fellowship, by The American Academy of Arts and Letters

## Composizioni scelte
| Genere           | Data       | Titolo                                          | Strumentazione                                                           | Note |
| ---------------- | ---------- | ----------------------------------------------- | ------------------------------------------------------------------------ | --- |
| Musica da camera | 1992       | Raga                                            | per flauto, clarinetto, violino, violoncello, pianoforte e 2 percussioni | scritto per Eastman Musica Nova |
| Pianoforte       | 1992       | Statues                                         | per Pianoforte solo                                                      | |
| Musica da camera | 1994       | Kaoru                                           | per 2 flauti                                                             | scritto per Kaoru Hinata e Christopher Vaneman |
| Concertante      | 1995       | Concerto                                        | per contralto, sassofono e orchestra                                     | |
| Orchestra        | 1995       | This Dream, Strange and Moving                  | per orchestra                                                            | |
| Musica da camera | 1995       | Ariel Ascending                                 | per quartetto d'archi                                                    | |
| Orchestra        | 1996       | Metaphysica                                     | per orchestra                                                            | |
| Orchestra        | 1996       | As Dancing Is to Architecture                   | per orchestra                                                            | commissionato da California Symphony |
| Musica da camera | 1997       | Visions and Miracles                            | per quartetto d'archi                                                    | |
| Musica da camera | 1997       | Flow, My Tears                                  | per violino, viola, o violoncello solo                                   | scritto per Carol Rodland in memoria di Jacob Druckman |
| Orchestra        | 1998       | Flourishes                                      | per orchestra                                                            | |
| Vocal            | 1999       | Song of Elos                                    | per soprano, quartetto d'archi e Pianoforte                              | |
| Musica da camera | 1999       | O Vis Aeternitatis                              | per quartetto d'archi e pianoforte                                       | commissionato da Norfolk Musica da camera Festival per Speculum Musicae                                                                                      |
| Orchestra        | 2000       | Rainbow Body                                    | per orchestra                                                            | |
| Concertante      | 1997–2002  | Concerto                                        | per fagotto e orchestra da camera                                        | commissionato da Absolute Ensemble per Martin Kuuskmann |
| Opera            | 2001       | The Cows of Apollo o The Invention of Music     |                                                                          | |
| Concertante      | 2002       | Lightning, with Life, in Four Colors Comes Down | per viola e orchestra da camera                                          | |
| Orchestra        | 2002       | Peace, Love, Light YOUMEONE                     | per orchestra d'archi                                                    | |
| Opera            | 2002       | The Thirteen Clocks                             |                                                                          | in 2 atti; libretto di Peter Webster badato su the story di James Thurber                                                                                    |
| Ballet           | 2003       | Artemis                                         |                                                                          | |
| Concertante      | 2003       | Concerto                                        | per viola e orchestra da camera                                          | commissionato da Pro Arte Chamber Orchestra per Kim Kashkashian                                                                                              |
| Band             | 2005       | I Wander the World in a Dream of My Own Making  | per insieme di fiati                                                     | |
| Choral           | 2005       | The Here and Now                                | per solisti, coro, e orchestra                                           | commissionato da Atlanta Symphony Orchestra e Coro |
| Musica da camera | 2006       | The World Is Aflame                             | per violino e violoncello                                                | |
| Concertante      | 2006       | Concerto                                        | per Pianoforte e orchestra da camera                                     | commissionato da Pro Musica Columbus per Donald Berman |
| Pianoforte       | 2007       | All Dreams Begin with the Horizon               | per Pianoforte                                                           | commissionato da Meet the Composer per Tanya Bannister |
| Choral           | 2007       | The Refuge                                      | per solisti, coro, orchestra, e diversi gruppi non-occidentali           | |
| Orchestra        | 2007       | Muse                                            | per archi e clavicembalo                                                 | commissionato da Orpheus Chamber Orchestra |
| Musica da camera | 2008, 2009 | Fantasy                                         | per violino e Pianoforte                                                 | versione da camera del movimento II del Concerto per violino                                                                                                 |
| Concertante      | 2008       | Concerto                                        | per violino e orchestra                                                  | commissionato da Pittsburgh Symphony per Sarah Chang |
| Musica da camera | 2009       | Summer Verses                                   | per violino e violoncello                                                | |
| Orchestra        | 2009       | Sinfonia n. 1                                   | per orchestra                                                            | commissionato da Robert Spano per Atlanta Symphony Orchestra                                                                                                 |
| Concertante      | 2009       | Concerto                                        | per violoncello e orchestra                                              | commissionato e scritto da Nina Kotova |
| Orchestra        | 2010       | Une Certaine joie de vivre                      | per orchestra                                                            | |
| Opera            | 2011       | Heart of a Soldier                              |                                                                          | per San Francisco Opera |
| Pianoforte       | 2012       | Birichino (Italian: prankster)                  | per solo Pianoforte                                                      | durata 7 minuti commissionato da the 2013 Van Cliburn International Pianoforte Competition per the 12 semifinal round performers; released on March 15, 2013 |
| Orchestra        | 2015       | Dreamtime Ancestors                             | per orchestra                                                            | [ 10 ] |
| Choral           | 2015       | Creation/Creator                                | per solisti, coro, e orchestra                                           | commissionato da Atlanta Symphony Orchestra |